# Phytomyza helianthi
Phytomyza helianthi är en tvåvingeart som beskrevs av Mitsuhiro Sasakawa 1955. Phytomyza helianthi ingår i släktet Phytomyza och familjen minerarflugor. Inga underarter finns listade i Catalogue of Life.